# Тисячолітній сокіл
Тисячолітній сокіл (англ. Millennium Falcon) — вигаданий космічний корабель у всесвіті «Зоряних війн», пілотувався Ханом Соло і його помічником Чубаккою. Фігурує в 4-му, 5-му, 6-му та 7-му епізодах кіносаги «Зоряні війни», а також у багатьох коміксах, журналах і книгах про всесвіт «Зоряних війн».
За словами творця «Зоряних війн» Джорджа Лукаса, дизайн «Тисячолітнього сокола» був натхненний гамбургером, при цьому кабіна повинна виглядати «оливкою», що прилипла збоку. Корабель спочатку мав більш видовжену форму, але через схожість з кораблями з науково-фантастичного телесеріалу «Space:1999» Лукасу було запропоновано змінити дизайн. Первісна ж модель з деякими змінами використовувалася як корабля принцеси Леї — Tantive IV.
Модель корабля для фільму «Зоряні війни. Епізод V. Імперія завдає удару у відповідь» була створена в ангарі, що належить компанії Marcon Fabrications, в м. Пемброкдок у західному Уельсі. Після завершення будівництва вона важила 25 тонн і могла пересуватися тільки за допомогою пневматики.

## Історія
Спочатку Тисячолітній сокол був звичайною кореліанською вантажівкою, яку викупив Лендо Калріссіан. Новий власник зробив кораблю безліч модифікацій, зокрема, встановив гіпердвигун, і майже повністю змінив його. Через деякий час на планеті Беспін Хан Соло виграв Сокіл у Калріссіана в азартній грі. Після цього новий власник почав здійнювати афери з контрабанди наркотиків спайса і завербував нового штурмана — вукі Чубакку.
Хан часто виконував замовлення ганстера Джабби Гатта з перевезення контрабанди. Щоб не бути спійманим представниками імперської влади, Соло час від часу доводилося викидати заборонений вантаж, що викликало наростаюче невдоволення замовника. Ганстер багато разів вичитував Хана за втрату вантажу і щоразу вимагав відшкодування, докоряючи пілоту, що той викидає вантаж, ледве побачивши «Зоряний руйнівник» імперців. Оскільки Хан був фаворитом Джабби, той неодноразово "прощав" його. Після чергової невдачі Соло довгий час не міг виплатити відшкодування за втрату і терпець Джабби увірвався, він вирішив реквізувати корабель. 
Саме в цей час Хан зустрів Люка Скайуокера і Бена Кенобі, які найняли його корабель в якості пасажирського шатла. Він віддав Джаббі корабель в заставу сподіваючись розрахуватися за нього отриманою винагородою від клієнтів. Соло не повернув Джаббі борг, за що той призначив за голову Хана велику винагороду і останній став найбільш розшукуваним найманцем, йому більше нічого не лишалося, як приєднатися до Повстанців.
Коли Хан повернувся на Беспін, він зустрів Калріссіана, який вже став справжнім магнатом з видобутку газу тіббана. Згодом виявилося, що Лендо уклав угоду з Дартом Вейдером, в наслідок якої Хан був заморожений в карбоніді і відправлений Джаббі. Втім, Лендо повстав проти імперії і знову став пілотом Тисячолітнього сокола. Він допоміг звільнити Соло і повернув йому корабель.